# Novoflex

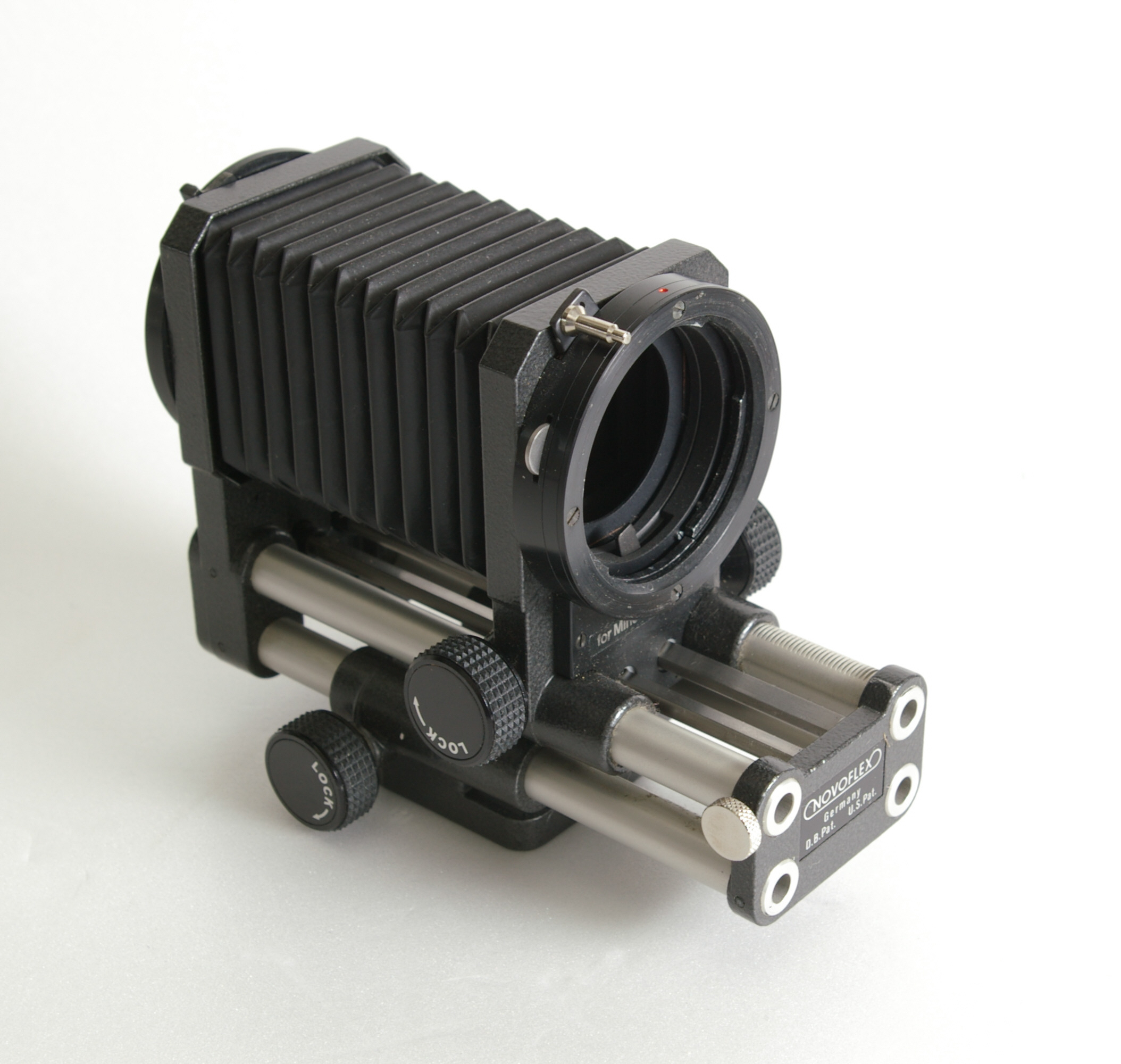
Balgengerät BALMIN-AS von Novoflex

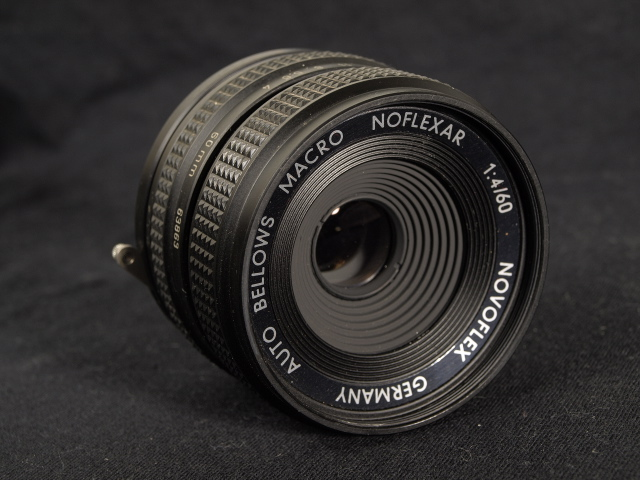
Macroobjektivkopf 60 mm von Novoflex

Die Novoflex Präzisionstechnik GmbH ist als Hersteller von Zubehör für Spezialgebiete der Fotografie bekannt und ist beziehungsweise war in diversen Marktsegmenten Alleinanbieter. Sie hat ihren Sitz im oberschwäbischen Memmingen.

## Geschichte
Das Unternehmen wurde 1948 von Karl Müller, einem Fotografen und Fotohändler aus Memmingen, gegründet und begann mit der Fertigung von Spiegelkästen für Messsucherkameras von Leica und Contax sowie dazugehörigen Objektive.
Ab Anfang der 1950er Jahre entwickelte Novoflex selbst Zubehör. Die ersten Produkte waren Balgengeräte für die Makrofotografie mit Kleinbild- und Mittelformat-Kameras. Innerhalb weniger Jahre wurde das Unternehmen Marktführer unter den Fremdherstellern und hält diese Stellung bis heute. Nach Fertigstellung der Fabrik am Stadtrand von Amendingen geriet Karl Müller beim Betrachten des neuen Zaunes auf die Straße vor der Firma und wurde von einem Auto überfahren. Der Betrieb wurde durch dessen Witwe Hermine Müller und Sohn Karl Herbert Müller weitergeführt. 

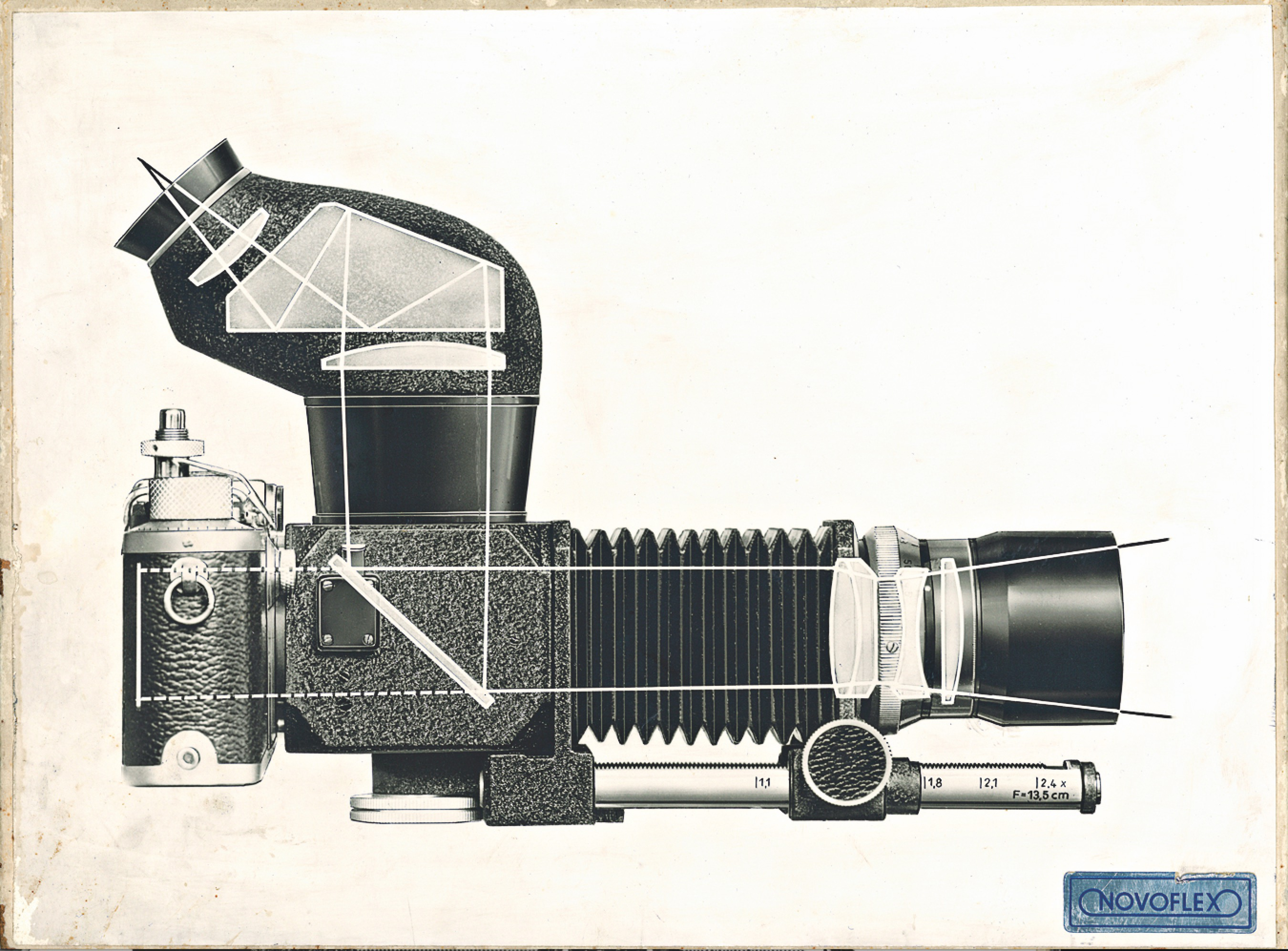
Novoflex Spiegelkasten

Mit Beginn der 50er Jahre entwickelte Novoflex nunmehr auch weiteres Zubehör für den Nah- und Fernbereich.  Hierbei haben sich über die Jahre die Balgengeräte für unterschiedlichste Kameramodelle einen hervorragenden Ruf erworben. Einstellschlitten, Panoramaköpfe, Doppelsucher, Diakopiervorsätze ergänzten das Angebot. Im Bereich der Makrofotografie haben sich die Produkte von Novoflex von Beginn der 50er Jahre an ebenfalls etablieren können. Ausgehend von einfachen Balgengeräten mit Vollstangen, erfolgten später Modifikationen zum Anschluss von Kompendien und Filmkopiervorsätzen. Das Balgengerät wurde ab 1957 sogar mit der Schnellverstellung des Schnellschussobjektivs gekuppelt und verband damit die Vorteile beider Welten. Um ein dunkles Sucherbild bei Mattscheibenfokussierung und abgeblendeten Objektivköpfen zu vermeiden, erfolgte ab 1962 die nächste Innovation mit Einführung der mit Doppeldrahtauslöser gekoppelten „automatischen Blende“, welche bis zum Auslösen ein helles Mattscheibenbild garantierte.

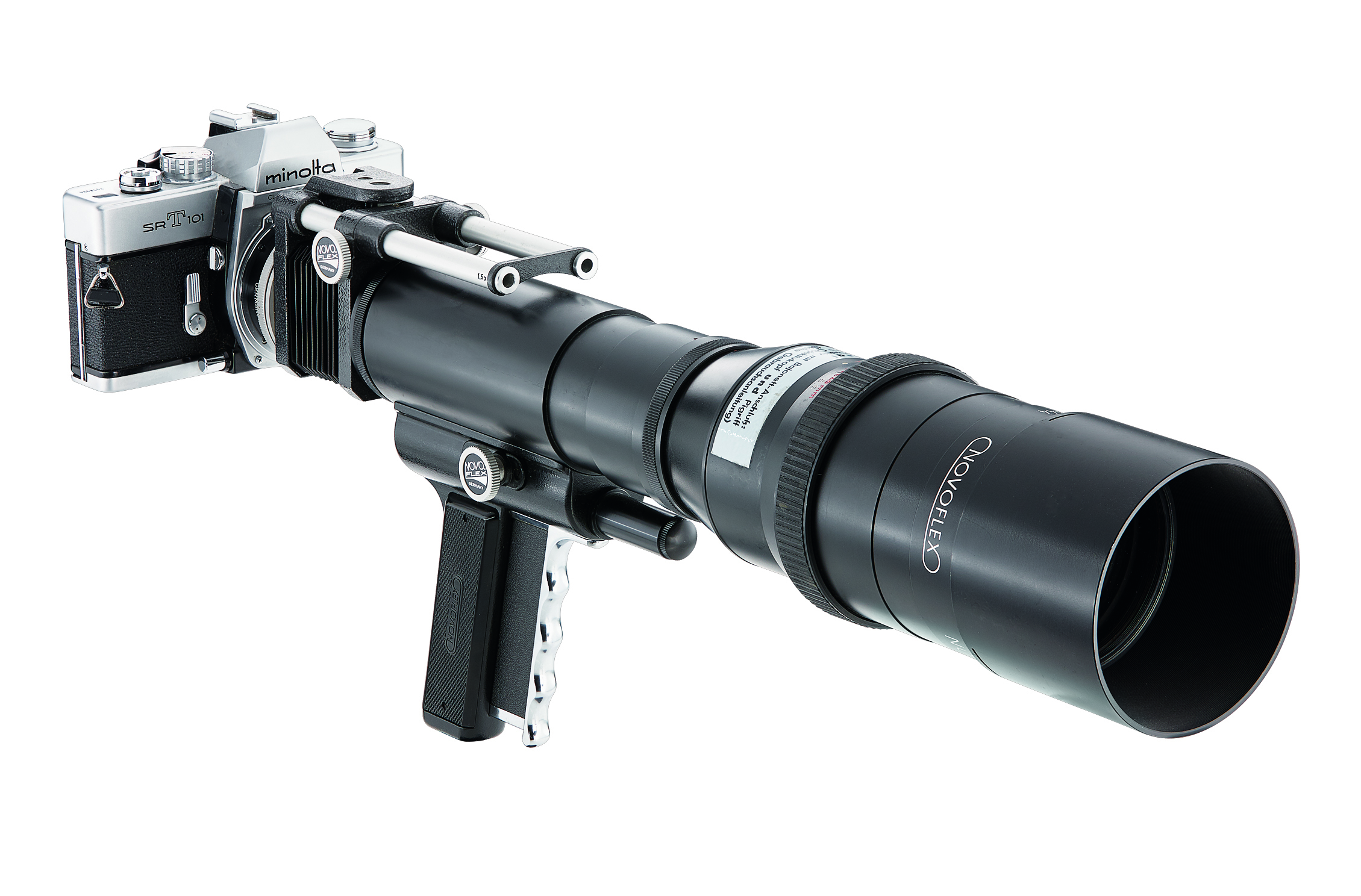
Schnellschussobjektiv an einer Minolta SR-T101

1956 kam das erste Schnellschussobjektiv auf den Markt und revolutionierte die Tier- und Sportfotografie. Novoflex-Schnellschussobjektive verstellen die Schärfe nicht durch Drehen, sondern durch Druck gegen eine Feder in einem Pistolengriff und ermöglichen damit eine bis dahin ungeahnte Geschwindigkeit und Präzision der Fokussierung bewegter Motive. Bis zur Praxisreife der Autofokus-Technologie in den 1990er Jahren entstanden viele Tier- und Sportaufnahmen weltweit mit Teleobjektiven von Novoflex. Das Schnellschuss-System wurde in den folgenden Jahrzehnten immer weiter ausgebaut, konnte auf unterschiedlichste Objektivköpfe (auch aus Wetzlarer Produktion) zurückgreifen und auch mit Batteriegriffen und modernen Motorkameras gekoppelt und ausgelöst werden.
1964 beschäftigte das Unternehmen rund 80 Mitarbeiter.
Mit dem Bau des Minolta Balgengerätes II für Minolta, Japan begann 1967 bei Novoflex das Zeitalter der Automatikbalgengeräte, bei denen unter Verzicht auf den Doppeldrahtauslöser die Funktion der Springblende (später auch der Offenblendmessung) über Profilstangen innerhalb der Führungsschienen übertragen wird.
1986 wurde der Schnellschussgedanke dann dergestalt verfeinert, als dass mit der Kombination der Tamronobjektive 3.8-5.4/60-300 sowie dem 2.8/300 das einzige Zoom-Schnellschuss- sowie das einzige innenfokussierte Schnellschussobjektiv gebaut wurden.
Im Jahre 1996 beabsichtigte die Familie Müller die Aufgabe von Novoflex, weil man in der Folge der Einführung der Autofokus-DSLR-Kameras von Minolta, Canon und anderen keine Möglichkeiten mehr für den Absatz der Schnellschuss-Objektive sah. Reinhard Hiesinger, der bei Novoflex gelernt hatte und damals schon seit 30 Jahren beschäftigt war, ergriff die Gelegenheit und gründete gemeinsam mit zwei Partnern die NOVOFLEX Präzisionstechnik GmbH. Es wurden die Namensrechte sowie die Werkzeuge und Maschinen erworben, nicht jedoch die damalige Firmenimmobilie. Die neue Firma zog mit dem übernommenen Maschinenpark an einen neuen Standort in der Brahmsstraße am Stadtrand von Memmingen.

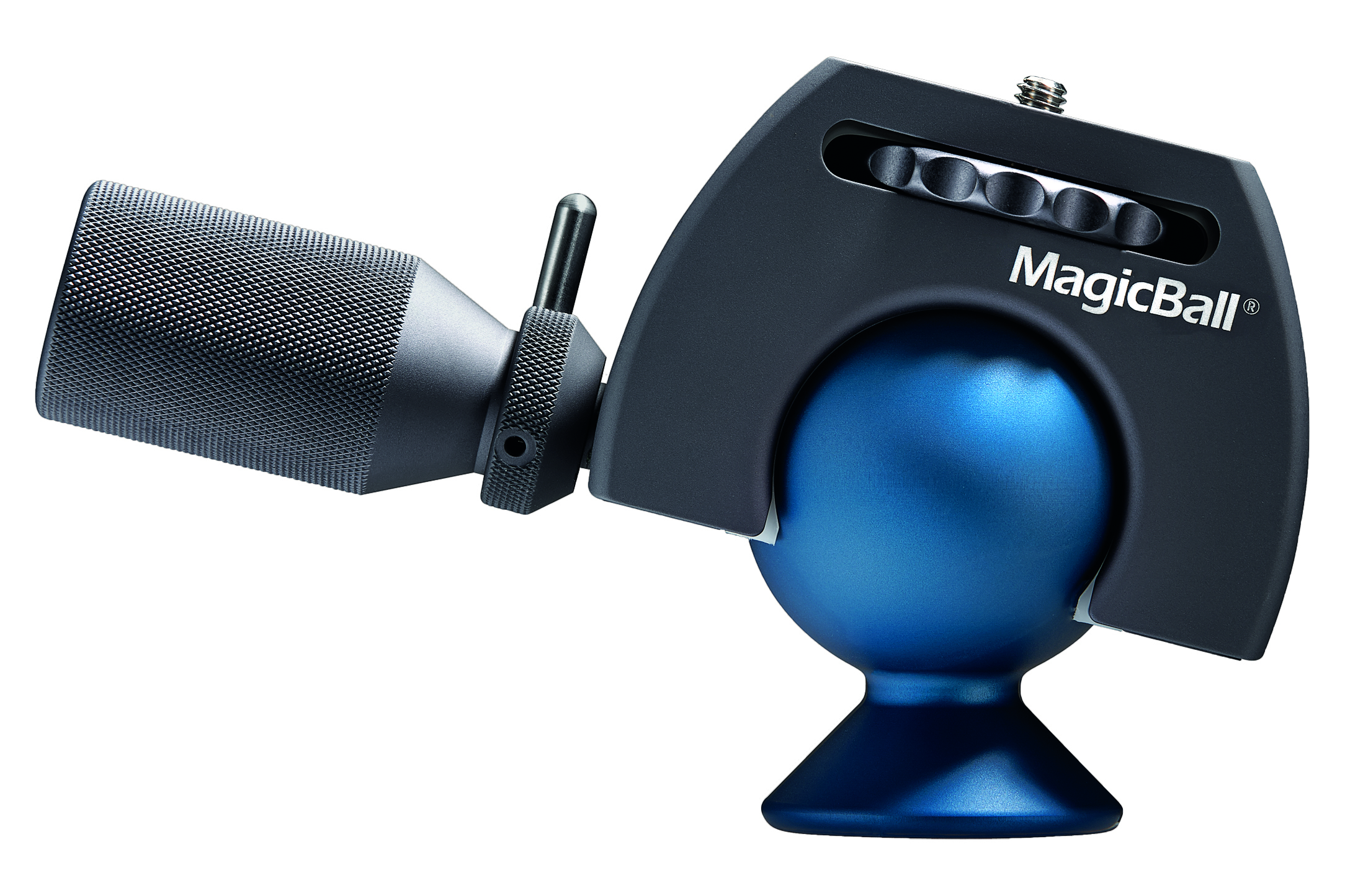
MagicBall 50

Mit dem eigenwilligen Kugelkopf MagicBall machte sich Novoflex ab 1996 auch als Hersteller von Kugelköpfen einen Namen. Die MagicBalls gibt es inzwischen in drei Größen und mit dem MagicBall Free in einer modularen Version, die sich leicht an die jeweiligen Einsatzzwecke anpassen lässt. Im Jahre 1999 folgten mit dem Zwei-Wege-Neiger DinO und dem Kleinstativ BasicBall die nächsten Schritte in den Bereich der Stativ- und Haltesysteme. Später folgten die klassisch aufgebauten ClassicBall-Kugelneiger.
Mit der Erfahrung aus dem Bau von Balgengeräten erfolgte im Jahre 1997 die Entwicklung des Fachkamerasystems X-Act für die damalige Firma Rollei Fototechnic in Braunschweig. Während von den ursprünglichen Automatikbalgengeräten heute nur noch das BALCAN-AF für Canon EOS-Kameras produziert wird, bieten die neueren universellen Balpro-Balgengeräte von Novoflex mit Tilt- und Shift deutlich mehr Einstelloptionen und Anschlussmöglichkeiten an praktisch alle Kameras mit Wechselobjektiven.

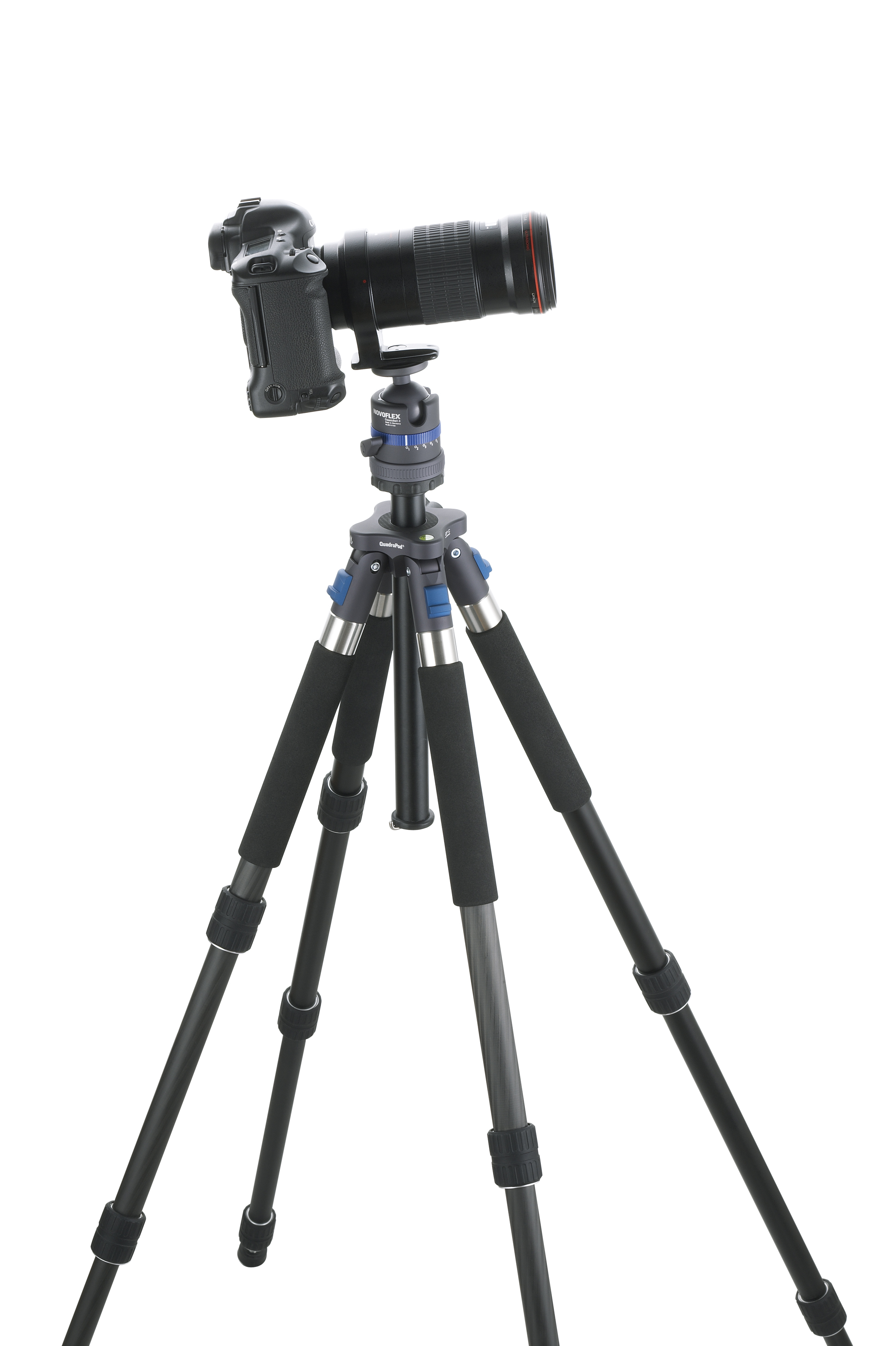
QuadroPod mit einem ClassicBall 3 II

Im Jahr 2008 führte Novoflex das 4-beinige, modulare Stativsystem „QuadroPod“ auf der Photokina ein. Die Reaktion des Publikums war gemischt und die Bemerkungen reichten von einer vollständigen Ablehnung des vierten Beins bis zur Bewunderung des Mutes, ein neues Stativsystem auf den Markt gebracht zu haben. Die modulare Idee des QuadroPod wurde 2013 vom TrioPod übernommen und mit dem TrioPod PRO75 weitergeführt. Als Alternative zu den schon in den 1990er-Jahren entwickelten MiniConnect-Schnellkupplungen folgte 2002 das Schwalbenschwanz-Schnellkupplungssystem Q=BASE und im Folgejahr die manuelle Schnellkupplungsvariante Q=MOUNT, die dem UniQ/C-Standard entsprechen und somit mit zahlreichen anderen Schnellkupplungssystemen kompatibel sind. Mit dem Universal Rail-System (Novoflex N) gibt es seit Ende 2017 eine Möglichkeit zahlreiches Zubehör an Videokameras zu befestigen. Das Universal Rail-System wurde in Zusammenarbeit mit dem Schweizer Kamerahersteller Alpa entwickelt und ist mit zahlreichen gleich dimensionierten Systemen kompatibel.
Mit dem Objektiv-Adaptersystem für die Universal-Balgengeräte sowie den Adaptern für Mittelformat-Objektive an Kleinbild-Kameras hatte sich Novoflex schon länger einen Namen als Adapter-Hersteller gemacht. Mit dem Aufkommen der spiegellosen Systemkameras begannen die Memminger ab 2009 mit der Markteinführung von Fremdobjektiv-Adaptern für das MicroFourThirds Kamerasystem. Nur ein Jahr später folgten Adapter für die spiegellosen Systemkameras Samsung NX und Sony NEX. Der Adapter für die Sony-Nex-Kameras waren so konstruiert, dass er problemlos auch mit den Sony Alpha-Vollformat-Kameras mit Sony-E-Bajonett genutzt werden kann.
Mit dem Objektivadapter SL/EOS zur Leica SL ermöglichte Novoflex 2016 nicht nur eine rein mechanische Objektiv-Adaption, sondern auch die Datenübertragung zwischen Canon-EF-Objektiven und der Leica SL. Inzwischen gibt es mit dem SL/NIK auch einen Adapter Nikon E-Type Nikkor-Objektive an Leica SL-Kameras.
Im Jahr 2014 fand ein Generationswechsel in der Geschäftsführung statt. Neben Reinhard Hiesinger wurde auch sein Sohn, Michael Hiesinger, Geschäftsführer von der Novoflex Präzisionstechnik GmbH.
Neben dem Zubehör für Spezialgebiete der Fotografie ist Novoflex seit Jahrzehnten Auftragsfertiger von feinmechanischen Metallteilen für Kunden aus der optischen Industrie, dem Maschinenbau, der Automobilindustrie, Elektroindustrie, Möbelindustrie, Hydraulik und Pneumatik, Schmuckindustrie und anderen Sparten.